# آدرس نامعلوم (فیلم ۲۰۰۱)
آدرس نامعلوم یا نشانی ناشناخته (کره‌ای: 수취인불명) فیلمی به نویسندگی و کارگردانی کیم کی دوک محصول سال ۲۰۰۱ کره جنوبی است.

## جوایز
| سال  | جشنواره                        | بخش                        | نامزدی        | نتیجه    | جایزه       |
| ---- | ------------------------------ | -------------------------- | ------------- | -------- | ----------- |
| ۲۰۰۱ | جشنواره فیلم ونیز              | بهترین فیلم                | کیم کی دوک    | نامزدشده | شیر طلایی   |
| ۲۰۰۱ | جایزه انجمن منتقدان فیلم بوسان | بهترین بازیگر نقش مکمل مرد | جائه هیون چو  | برنده    |             |
| ۲۰۰۱ | جشنواره بین‌المللی فیلم شیکاگو  | بهترین فیلم                | کیم کی دوک    | نامزدشده | هوگوی طلایی |
| ۲۰۰۱ | جایزه انجمن منتقدان فیلم کره   | بهترین فیلنامه             | کیم کی دوک    | برنده    |             |
| ۲۰۰۱ | جایزه انجمن منتقدان فیلم کره   | بهترین بازیگر جدید مرد     | دونگ کان یانگ | برنده    |             |
| ۲۰۰۱ | جشنواره فیلم توکیو فیلمکس      | بهترین فیلم                | کیم کی دوک    | نامزدشده | جایزه بزرگ  |
| ۲۰۰۲ | جایزه ناقوس بزرگ کره جنوبی     | بهترین بازیگر نقش مکمل زن  | پانگ یون جین  | برنده    |             |